# Tobias Heymann
Pour les personnes ayant le même patronyme, voir Heymann.
Tobias Heymann est un alpiniste allemand né en 1966 et mort le 16 mai 1994.
Professeur de piano, directeur de chorale et grand alpiniste, il a été élu en 1992 garant international de l'Allemagne. Il a fait partie de l'expédition Free K2.
Il a ouvert de nombreuses voies principalement dans les Alpes et dans l'Himalaya dont les principales sont :
- Marianne, nouvelle voie sur la face nord de la Dent Blanche en août 1993 avec Patrick Gabarrou ;
- la directe sur l'éperon rocheux de la face ouest du  piz Bernina en compagnie de Patrick Gabarrou ;
- l'ascension du Broad Peak en style alpin[2].

Le 16 mai 1994, Tobias Heymann est emporté dans une avalanche dans le Dammastock. Patrick Gabarrou ouvre à sa mémoire la directe Tobias sur la face est du mont Rose.